# Carlos Manuel O'Donnell
Carlos Manuel O'Donnell y Álvarez de Abreu, 2e duc de Tétouan, grand d'Espagne, 9e marquis d'Altamira et 2e comte de Lucena, né le 1er juin 1834 à Valence et mort le 9 février 1903 à Madrid, est un noble et homme politique espagnol, quatre fois ministre des Affaires étrangères. Il fut également grand majordome du roi (en) Amadée Ier.

## Biographie
O'Donnell est né le 1er juin 1834 à Valence.
Il était le fils de Carlos María O'Donnell y Joris, frère aîné du général Leopoldo O'Donnell, 1er duc de Tétouan (plusieurs fois premier ministre d'Espagne et figure politique de premier plan du Règne d'Isabelle II), et de María del Mar Álvarez de Abreu y Rodríguez de Albuerne, 8e marquise de Altamira et la petite-fille de Manuel Rodríguez de Albuerne,  5e marquis d'Altamira. En 1867, après la mort de son oncle, il hérita de ses titres et de sa fortune,,.
O'Donnell fut ministre des Affaires étrangères à quatre reprises : du 16 mai 1879 au 7 décembre 1879, du 5 juin 1890 au 11 décembre 1892, du 23 mars 1895 au 19 janvier 1896 et du 5 mars 1896 au 4 octobre 1897. Au cours de ses mandats, il s'opposa à la doctrine Monroe dans une tentative de face aux pressions des États-Unis pour accorder l'autonomie à Cuba, l'île se trouvant  secouée par des mouvements indépendantistes, qui aboutissent à son indépendance après le « désastre » de 98.
Il prit la direction du Parti libéral-conservateur — le « Parti conservateur » du régime — après l'assassinat de son leader historique, Antonio Cánovas del Castillo, le 8 août 1987. Ses partisans formaient la faction dite des tetuanistas, proche des gamacistas dissidents du Parti libéral. Toutefois le gros du parti se joignit finalement à la faction dirigée par Francisco Silvela et le groupe ne perdura pas après la mort d'O'Donnell, survenue le 9 février 1903.